# Belley
Belley (Arpitan: Bèlê) là một xã ở tỉnh Ain, vùng Auvergne-Rhône-Alpes thuộc miền đông nước Pháp.